# Kluczewo (Szamotuły)
Pour les articles homonymes, voir Kluczewo.
Kluczewo (prononciation : [kluˈt͡ʂɛvɔ]) est un village polonais de la gmina d'Ostroróg dans le powiat de Szamotuły de la voïvodie de Grande-Pologne dans le centre-ouest de la Pologne.
Il se situe à environ 3 kilomètres au nord d'Ostroróg (siège de la gmina), 7 kilomètres au nord-ouest de Szamotuły (siège du powiat), et à 39 kilomètres au nord-ouest de Poznań (capitale de la Grande-Pologne).

## Histoire
De 1975 à 1998, le village faisait partie du territoire de la voïvodie de Poznań.

Depuis 1999, Kluczewo est situé dans la voïvodie de Grande-Pologne.